# Smendes II
| R8 | U36 | D1 · Q3 · N35 | M17 | Y5 · N35 | F20 · O34 · Z4 | E10 | V30 | R11 | R11 |

| R8 | U36 | D1 · Q3 · N35 | M17 | Y5 · N35 | F20 · O34 · Z4 | E10 | V30 | R11 | R11 |

Smendes II gr. – Nesbanebdżed egip. – Boski Ojciec Pierwszy Prorok Amona Nesbanebdżed – wielki kapłan Amona. Syn Mencheperre i Isetemachbit III. Objął tron pontyfikalny w Tebach po śmierci ojca Mencheperre, być może tuż przed śmiercią Psusennesa I w Tanis. Mogą na to wskazywać bransolety z jego imieniem, które Pierre Montet odnalazł w grobowcu Psusennesa I w Tanis. Władzę kapłańską sprawował około dwu lat, od 992-990 roku p.n.e.
Po jego śmierci tron pontyfikalny w Tebach objął jego młodszy brat – Pinodżem II.
W czasie jego pontyfikatu władzę równocześnie sprawowali:
- Amenemope - jako król Górnego i Dolnego Egiptu w Tanis.